# Паскевич, Ирина Ивановна
Графиня Ирина Ивановна Воронцова-Дашкова, в замужестве светлейшая княгиня Варшавская, графиня Паскевич-Эриванская (1 августа 1835 — 14 апреля 1924) — русская благотворительница, хозяйка литературного салона, переводчица, сестра графа И. И. Воронцова-Дашкова.

## Биография

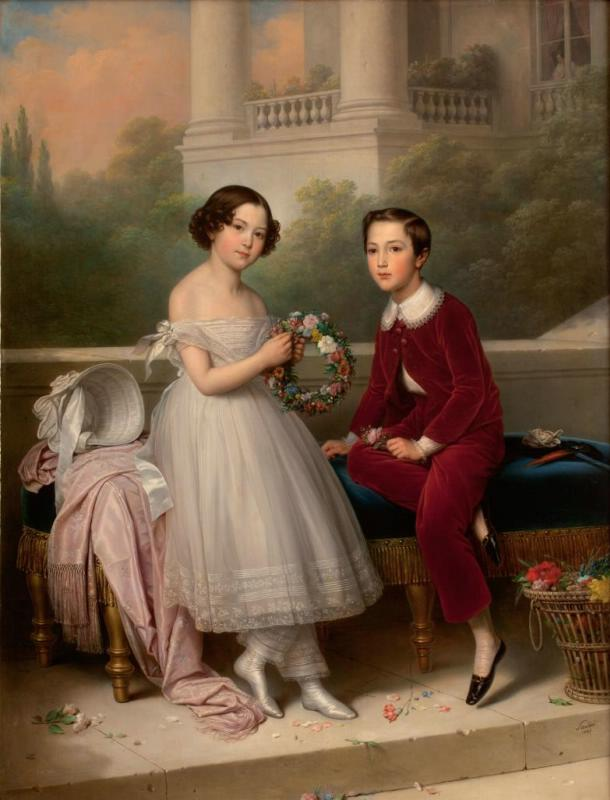
Ирина и её брат Илларион Воронцов-Дашков

Дочь обер-церемониймейстера графа Ивана Илларионовича Воронцова-Дашкова (1790—1854) от брака его с Александрой Кирилловной Нарышкиной (1817—1856). Родилась в Петербурге, крещена 14 августа 1835 года в Симеоновской церкви при восприемстве Николая I и бабушки М. Я. Нарышкиной. В богатом родительском доме получила прекрасное домашнее образование, знала иностранные языки, хорошо рисовала и прекрасно вышивала. От матери своей, известной светской львицы и «повелительницы мод», унаследовала, её изящество и привлекательность, но красотой не отличалась.

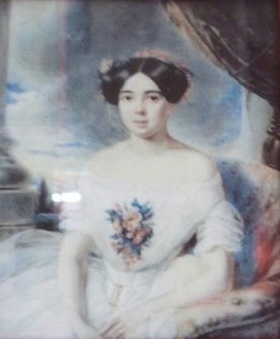

В 1853 году Ирина Ивановна стала женой князя Фёдора Ивановича Паскевича (1823—1903), сына знаменитого полководца И. Ф. Паскевича-Эриванского. После свадьбы они поселились в своем великолепном особняке на Английской набережной, д. 8, где вели сравнительно уединённый образ жизни и мало соприкасались с прочим петербургским обществом. Впрочем, дом их каждый вечер был открыт для избранного кружка родных и друзей. Брак их был бездетным.

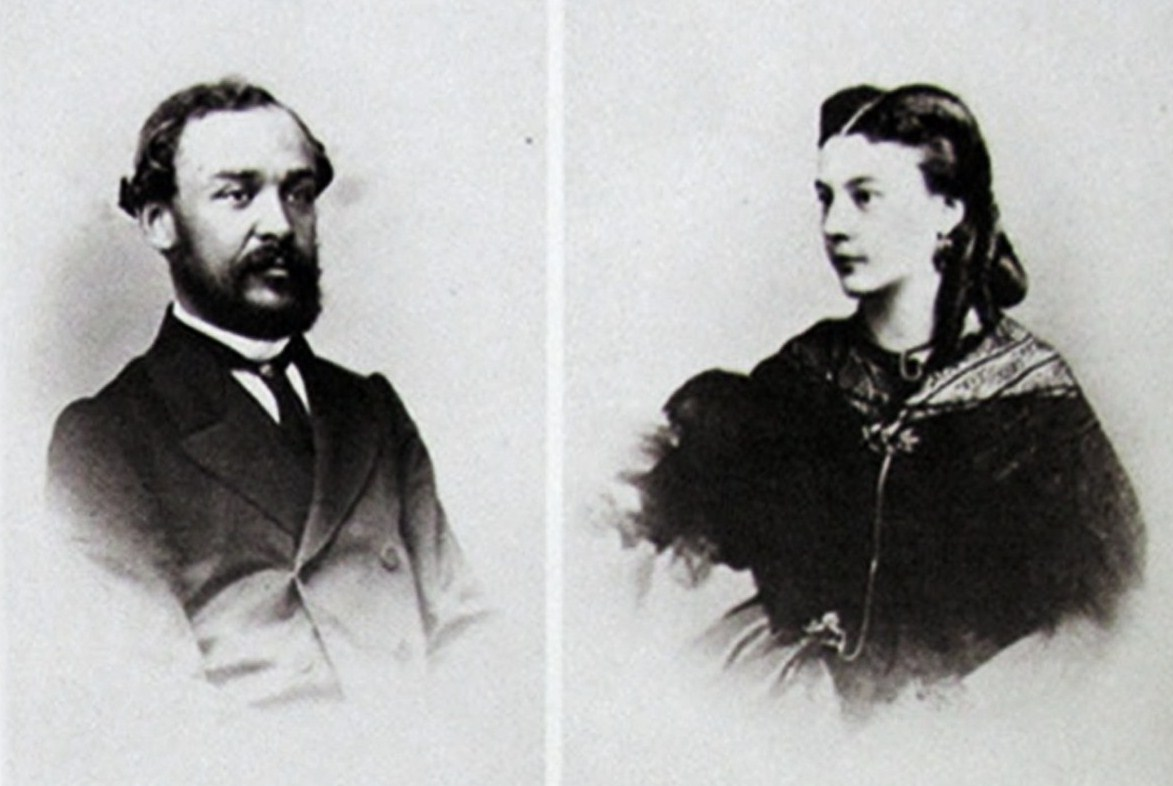
Фёдор и Ирина Паскевич

По словам современника, князь Паскевич был «чрезвычайно благовоспитанный, сдержанный и независимый человек»; жена же его «была чуть ли не предметом обожания того тесного кружка, в котором замыкалась её жизнь». Завсегдатаями её общества были граф Илларион Воронцов-Дашков, директор императорских театров Гедеонов, Жеребцов и Всеволожский. Хоть салон княгини был далеко не политическим, тем не менее в нём всегда можно было узнать злободневные новости, которые обсуждались с большой непринужденностью. За исключением князя Рейсса и князя Луи д’Аренберга в её интимном кружке дипломаты почти отсутствовали.
Особенным почётом в доме Паскевичей пользовался домашний театр, княгиня Ирина Ивановна питала особое пристрастие к сцене и была одной одной из совершеннейших артисток-любительниц. Занималась литературной деятельностью — переводила с русского и на русский язык, сама писала стихи, пьесы, рассказы. Первой взялась перевести роман Л. Н. Толстого «Война и мир» на французский язык.
По отзыву графа С. Д. Шереметева, княгиня Паскевич была «существо несколько загадочное. В ней была бездна талантов, ума и добра, не красавица, но лучше всякой красавицы, она была верный друг своих немногих друзей, но круг их был чрезмерно ограничен; от света она отстала и за границу не ездила. Замуж она вышла не по любви, а по необходимости». Княгиня Паскевич имела значительную силу воли и храбрость. В конце 1860-х годах она осмелилась закрыть двери своего дома перед членами императорской семьи, после того как князь Паскевич поссорился с императором Александром II. Она делала исключение только для жены Александра III, которая была её близкой подругой. Но никто другой из императорской семьи не переступал порога её замечательного дома.

## Благотворительность
После смерти отца, князь Паскевич получил огромное наследство, став одним из крупнейших землевладельцев в России. Ему принадлежали поместья в Польше, Литве и Белоруссии. Большую часть года он проводил в своей Гомельской резиденции, где занимался хозяйством, а жена его благотворительностью. С 1880 года они постоянно стали жить в Гомеле и прочно обосновались в своём владении.
Княгиня Паскевич строила и содержала школы (построила около 10 новых учебных заведений и новых зданий и корпусов для них), оплачивала учёбу одаренных детей, жертвовала ежемесячно по 10 рублей серебром для бесплатного женского училища.
На её деньги в Гомеле была построена мужская классическая гимназия (1898, сейчас — один из корпусов Белорусского государственного университета транспорта), содержались приют для девочек-сирот, детский приют городского попечительства о бедных и богадельня для пожилых женщин. Ирина Ивановна построила в Гомеле глазную лечебницу (существовавшую до 1941 года), выделяла деньги и на содержание других больниц. По прошению обеспечивала любую девушку Гомеля приданым. Выделяла деньги на строительство водопровода.

Памятник И. Паскевич на ул. Ирининской (Гомель) от благодарных жителей города
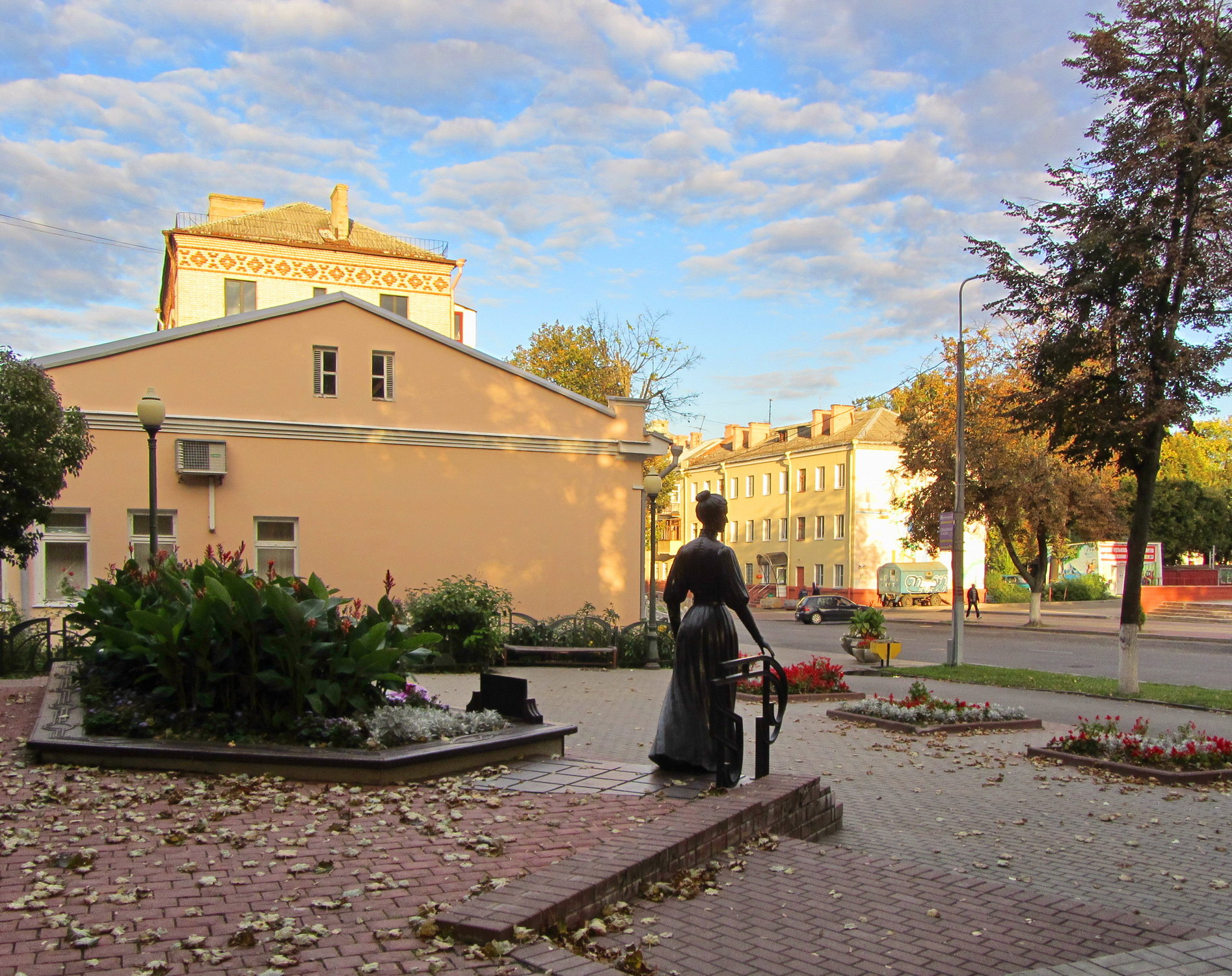

Бюст и мемориальная доска на стене Петропавловского собора
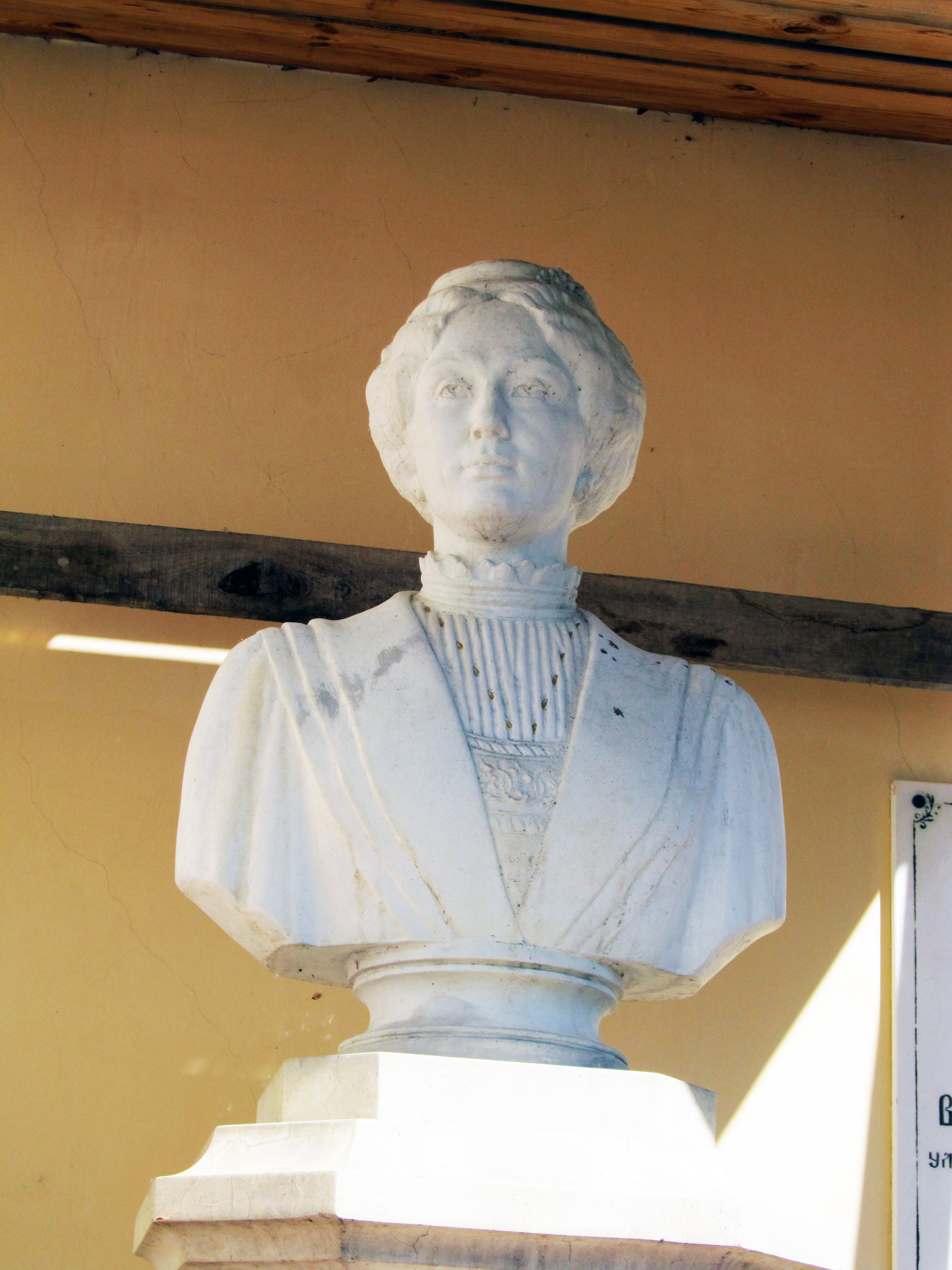
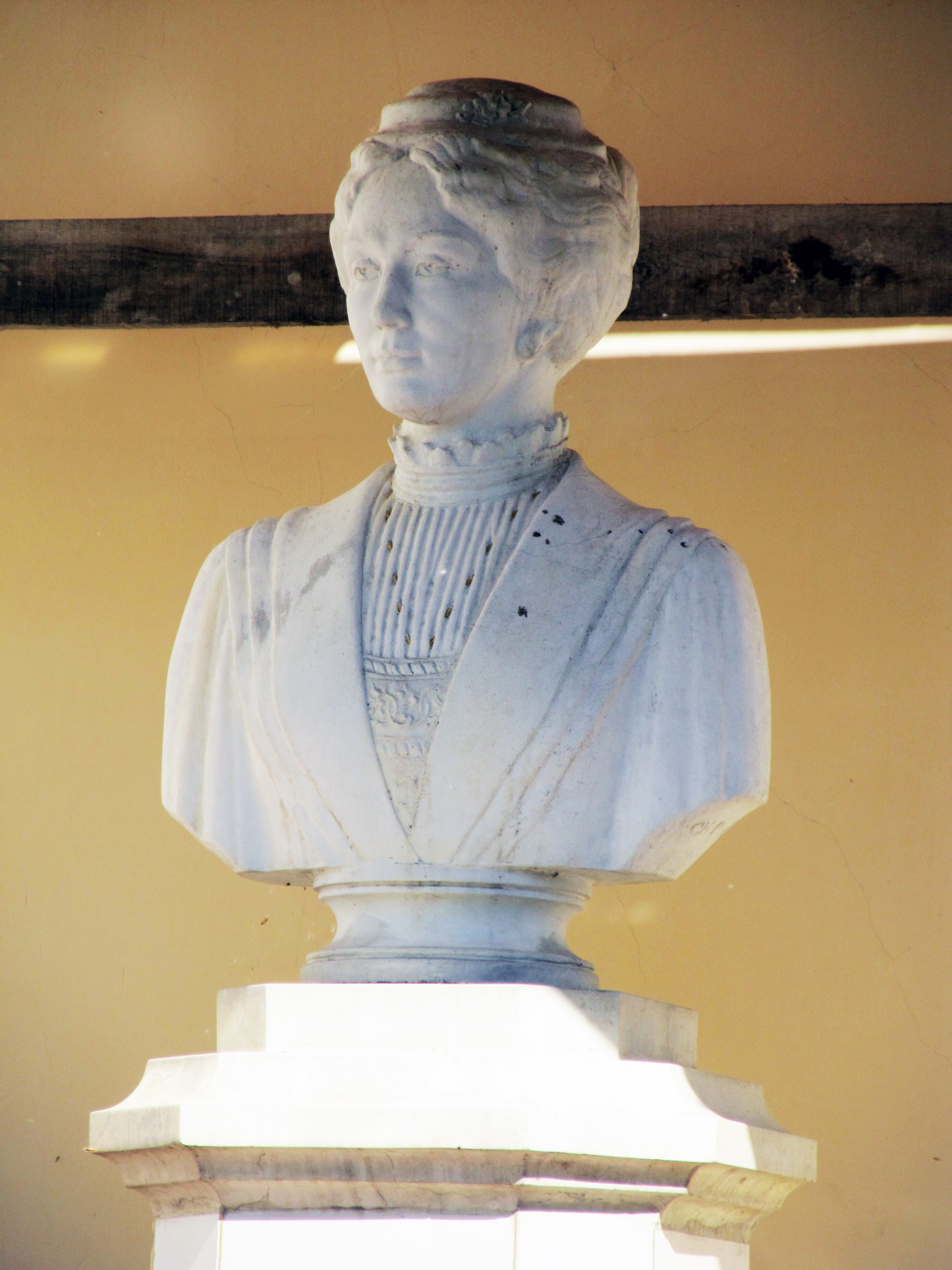
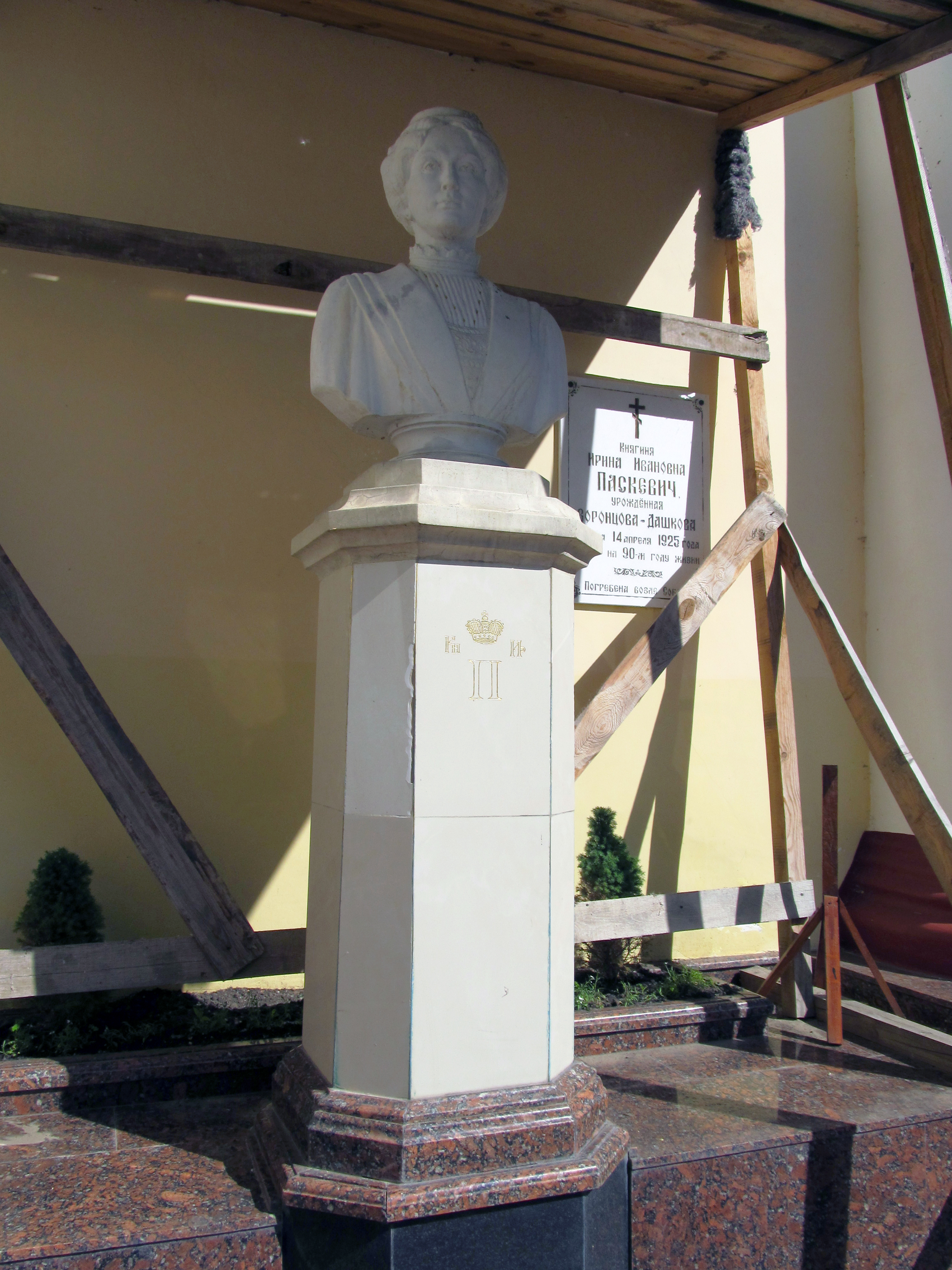
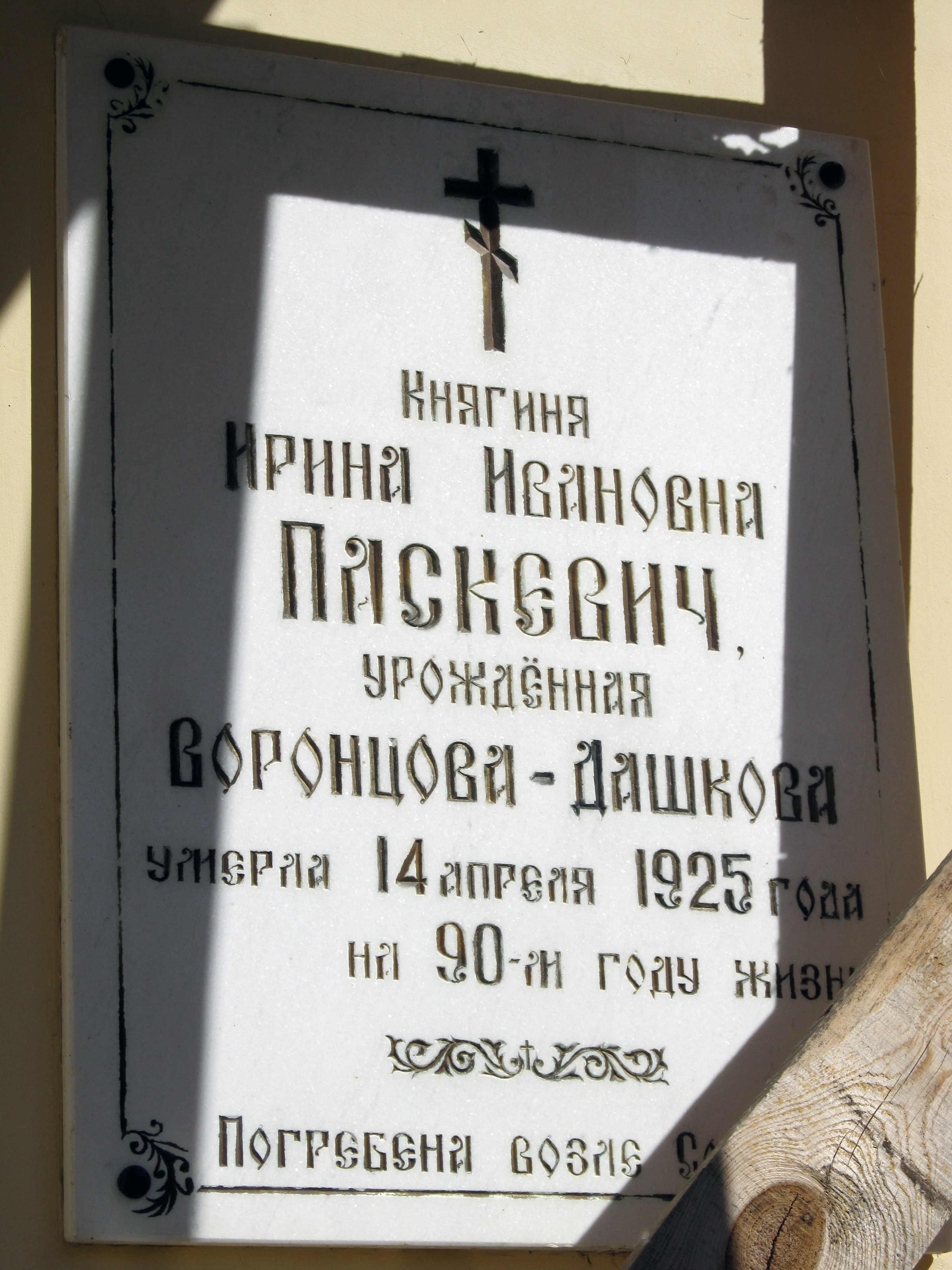

## Последние годы

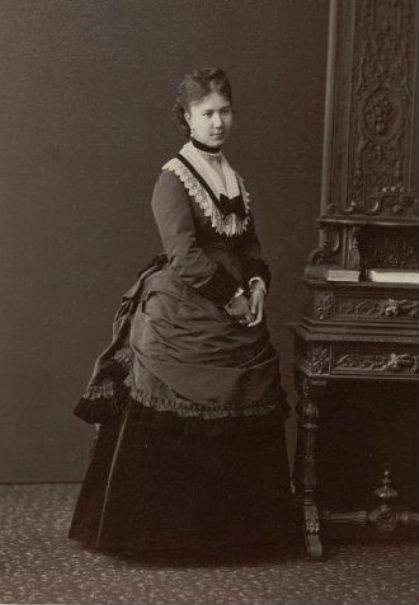
Графиня Ирина Ивановна

В 1903 году Ирина Ивановна овдовела, со смертью её мужа пресекся род светлейших князей Варшавских, графов Паскевичей-Эриванских. С этого времени она стала единственной владелицей Гомельской вотчины. С началом Первой мировой войны княгиня организовала в своем дворце несколько лазаретов и госпиталей, за что удостоилась личной благодарности императора. Октябрьскую революцию она встретила спокойно. Видевшая её в это время в Петрограде княгиня Юлия Кантакузина (жена М. М. Кантакузина), вспоминала:
Все были испуганы, и не без основания. Но были великолепные примеры мужества и благородства перед лицом опасности. К их числу относилась и старая княгиня Паскевич. Я случайно узнала, что она в городе, и отправилась навестить ее, между нами издавна существовали теплые взаимоотношения, с моей стороны основанные на исполненном благодарности восхищении, возникшем за долгие годы общения. Ее называли «тетушкой всего общества», так много людей было с ней связано. Ее всегда окружало много народу, хотя она была 80-летней бездетной вдовой и почти слепой. Я нашла хозяйку, как всегда, сидящей в черном шелковом платье и изящном кружевном чепце. Выражение ее прекрасного лица ничуть не изменилось, когда она с приветливой улыбкой протянула мне руку, которая в былые дни вдохновляла на написание сонетов и все еще была восхитительной. Мы долго разговаривали, и хотя она говорила о ситуации с глубокой печалью, все же, как и я, верила в будущее России. Я смотрела на нее, и мне казалось, что ее предки гордились бы ее мужеством перед лицом врага и черни.
 Друзья княгини хотели, чтобы она уехала на юг и сняла где-нибудь виллу, но она решила никуда не бежать и осталась жить в своем большом дворце на Английской набережной. После его национализации она уехала в свои гомельские вотчины. Понимая, что они должны будут конфискованы, она сама собрала списки всего движимого и недвижимого имущества, и отправила дарственную новым властям, что спасло её от репрессий.
Последние годы Ирина Паскевич была вынуждена жить у знакомых: у бывшей гувернантки и у своего воспитанника врача А. Брук. Умерла она в 1924 году от воспаления легких в доме своего повара Ляшкевича по Жандармской улице (сейчас имени Карла Маркса), недалеко от дворца.
Похоронена у стены Петропавловского собора, перезахоронена в 1930-годах на Новиковском кладбище (сейчас Студенческий сквер). Позже кладбище было упразднено, могила не сохранилась.

## Память
В честь Ирины Паскевич названа одна из улиц в центральной части Гомеля (улица Ирининская, на которой установлен ей памятник), Ирининская гимназия. На территории Петропавловского собора установлен бюст Ирины Паскевич и мемориальная доска.
18 августа 2023 года в Гомеле прошёл исторический фестиваль, посвящённый дню рождения Ирины Паскевич.